# Hervé Villechaize
Hervé Jean-Pierre Villechaize (ur. 23 kwietnia 1943 w Paryżu, zm. 4 września 1993 w Los Angeles) – aktor amerykański pochodzenia francuskiego. Chorował na achondroplazję, mierzył zaledwie 119 cm.
Znany przede wszystkim dzięki roli Nick Nacka, pomocnika Scaramangi (w tej roli Christopher Lee) – przeciwnika Jamesa Bonda w filmie Człowiek ze złotym pistoletem (1974; reż. Guy Hamilton). Przez 6 lat grał u boku Ricardo Montalbána w popularnym w USA serialu telewizyjnym Wyspa Fantazji (1978–1984; powstało 158 odcinków).
Aktor popełnił samobójstwo. Zastrzelił się w swoim domu w Los Angeles 4 września 1993 roku. Od dłuższego czasu miał problemy z nadużywaniem alkoholu przez co stracił kilka ciekawych ról, które mu proponowano. Był dwukrotnie żonaty; oba związki zakończyły się rozwodem.

## Filmografia
- Chappaqua (1966) jako karzeł
- Gang, który nie umiał strzelać (1971) jako Beppo
- Szalony Joe (1974) jako Samson
- Seizure (1974) jako Spider
- Człowiek ze złotym pistoletem (1974) jako Nick Nack
- Wyspa Fantazji (1978–1984; serial TV) jako Tattoo
- Forbidden Zone (1980) jako Fausto Król Szóstego Wymiaru
- Spokojnie, to tylko awaria (1982)
- Spotkanie dwóch księżyców (1988) jako Smiley